# Bruno Zachrisson
Bruno Zachrisson, född 15 juli 1890 i Göteborg, död där 22 december 1981, var en svensk boktryckare.
Bruno Zachrisson var son till Waldemar Zachrisson och Beda Carlberg. Efter mogenhetsexamen i Göteborg 1909 studerade han boktryckarkonsten i Wien 1909, i Magdeburg 1910–1911 och i Bradford 1911. 1911 anställdes han i det att fadern grundade boktryckeriet Wezäta. Han blev vice VD där 1920 och var VD 1924–1940. Han var även styrelseledamot i bolaget och disponent i Wezäta-Melins AB och i Wezäta, som 1925 anslöt sig till Sveriges litografiska tryckerier. Zachrisson var sekreterare för internationella boktryckarkongressen i Göteborg 1923. Han var vidare vice ordförande i Svenska mässans styrelse och ledamot av styrelsen för Göteborgs läns turisttrafikförening.